# Tigerstuhl
Ein Tigerstuhl (Tiger Chair), auch eiserner Stuhl genannt, ist eine Foltervorrichtung, um Personen während eines Verhörs ruhigzustellen. Dazu befinden sich an diesem Vernehmungsstuhl Schnallen, mit denen Hände und Füße fixiert werden. In der Volksrepublik China dienen sie offiziell dazu, Verdächtige zu fesseln, „um sie vor Selbstmord oder Selbstverletzungen oder Vernehmungsbeamte vor Gewalt oder Angriffen zu schützen“. In China werden nach Angaben von Human Rights Watch Häftlinge gezwungen, tagelang an Tigerstühlen gefesselt zu sitzen. Dabei soll es häufig zu weiteren Misshandlungen durch „Zellenchefs“ (cell bosses) kommen. Praktisch jedes Büro für öffentliche Sicherheit (public security bureau) soll über zumindest einen Tigerstuhl verfügen.
Im Rahmen der Veröffentlichung der Xinjiang Police Files wurden Bilder und Fotos von in Tigerstühlen gefangenen Uiguren publik.
In gewisser Hinsicht ist die Funktionsweise eines Tigerstuhls vergleichbar mit der eines Zuchtstuhls.